# 吉沢朱音
吉沢 朱音（よしざわ あかね、1997年7月2日 - ）は、日本のタレント、グラビアアイドル、マジシャン。福岡県出身。女性アイドルグループ・#ババババンビの元メンバー（黄色担当）。

## 略歴
- 2017年9月、堀江貴文プロデュースによる「ホリエモンアイドルオーディション」に合格し、同年12月よりイリュージョンアイドルユニット・九尾狐-QPICCO-のメンバーとしてパフォーマンス活動を行ったが[3]、2018年4月8日付で活動辞退。
- 2019年にはヤングマガジン主催のミスマガジンベスト16ファイナリストになり[4]、それをきっかけにゼロイチファミリアに所属。
- 2020年1月、ゼロイチファミリアのアイドルグループ・#ババババンビの結成に参加し、メンバーとして活動する[2]。
- 2023年5月、#ババババンビを卒業。
- 2023年9月、「沖縄コレクション2023」出演。モデルとしてランウェイデビュー。
- 2024年4月、「TGC熊本2024」出演。

## 人物
- 趣味は食べ歩き、アイドル鑑賞。
- 特技はマジック、ドラム、大食い。
- 好きな食べ物は白米、ラーメン。
- 苦手なものはナッツ類。
- キャッチフレーズは「可愛い女の子とラーメンが大好き〜」
- 現役マジシャンとしても活動している。
- 将来の目標は、マジシャンとしての海外進出。
- マジックに使う白ハト（うに）を自宅で飼っている。
- お笑い担当で、よくボケている。
- 子供の頃の夢は、シンデレラ。
- #ババババンビ時代の担当カラーは黄色。

## 作品

### デジタル写真集
- 破天荒（2022年10月31日、集英社、撮影：Takeo Dec、大藪達也）[5]
- Platinum FLASH デジタル写真集 吉沢朱音 TRIANGLE LOVE－朱音の場合  （2023年2月17日、光文社、 撮影： カノウリョウマ）

## 出演

### テレビ番組・ネット配信番組
- 矢口真里の火曜The NIGHT（2021年3月23日、ABEMA SPECIALチャンネル）
- WinTicket ミッドナイト競輪（2023年10月14日 - 、ABEMA 競輪・オートレースチャンネル） - 複数回ゲスト出演[6]
- SHOW激!今夜もドル箱（2023年10月3日、2024年2月13日、テレビ東京）複数回ゲスト出演

### 書籍
- 週刊ヤングマガジン（2019年5月7日、講談社）
- 週刊プレイボーイ（2019年12月1日、集英社）- 複数回掲載
- B.L.T.（2021年1月22日、東京ニュース通信社）- 複数回掲載
- EX大衆（2021年3月15日、双葉社）- 複数回掲載
- 週刊ヤングジャンプ（2021年7月1日、集英社）- 複数回掲載
- Platinum FLASH（2022年10月27日、光文社）[6]
- グラビアザテレビジョン（2023年1月31日、KADOKAWA）

### 雑誌
- 週刊プレイボーイ 50号（2019年12月2日、集英社）[7]